# Colckhof

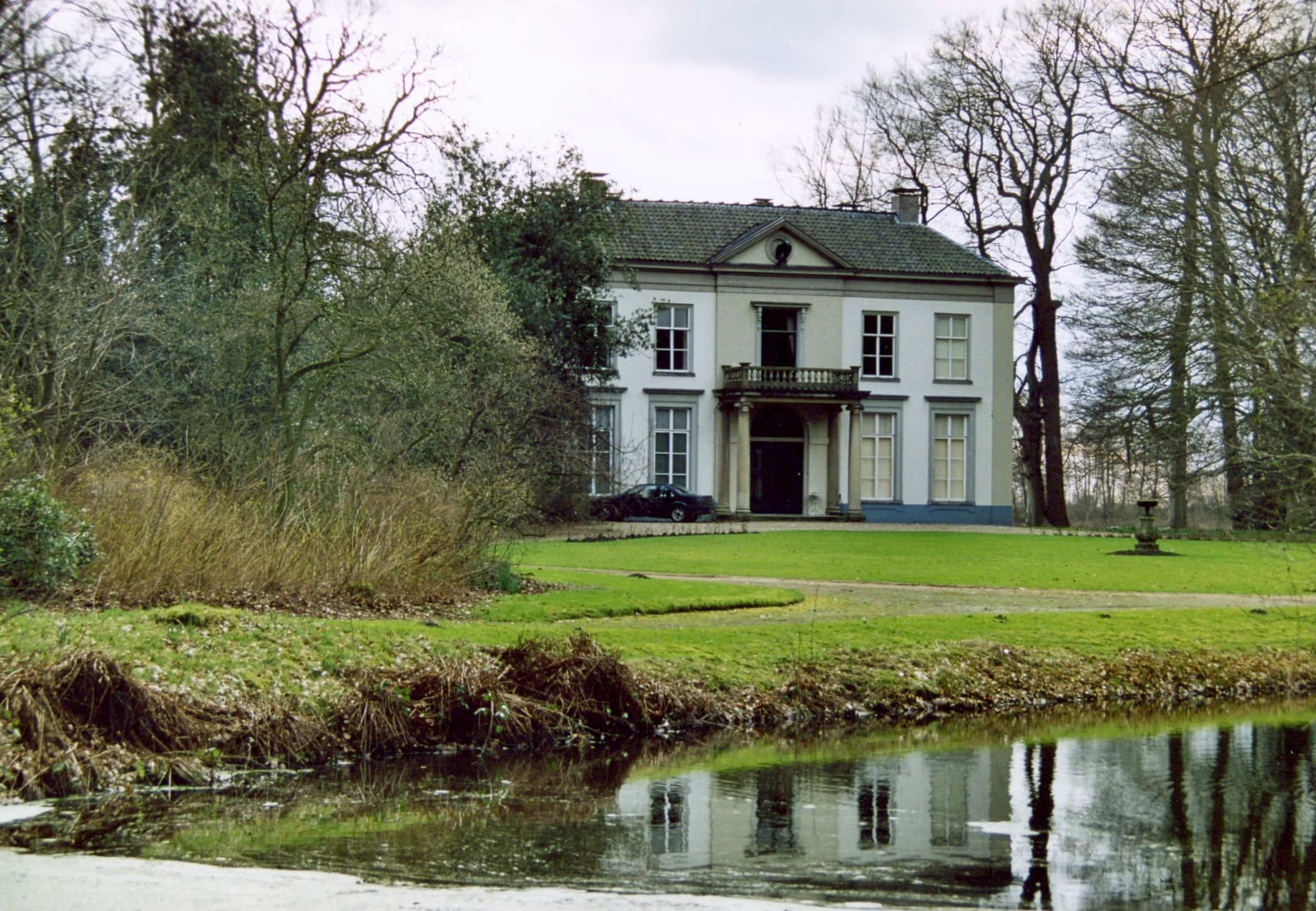
Landhuis Colckhof

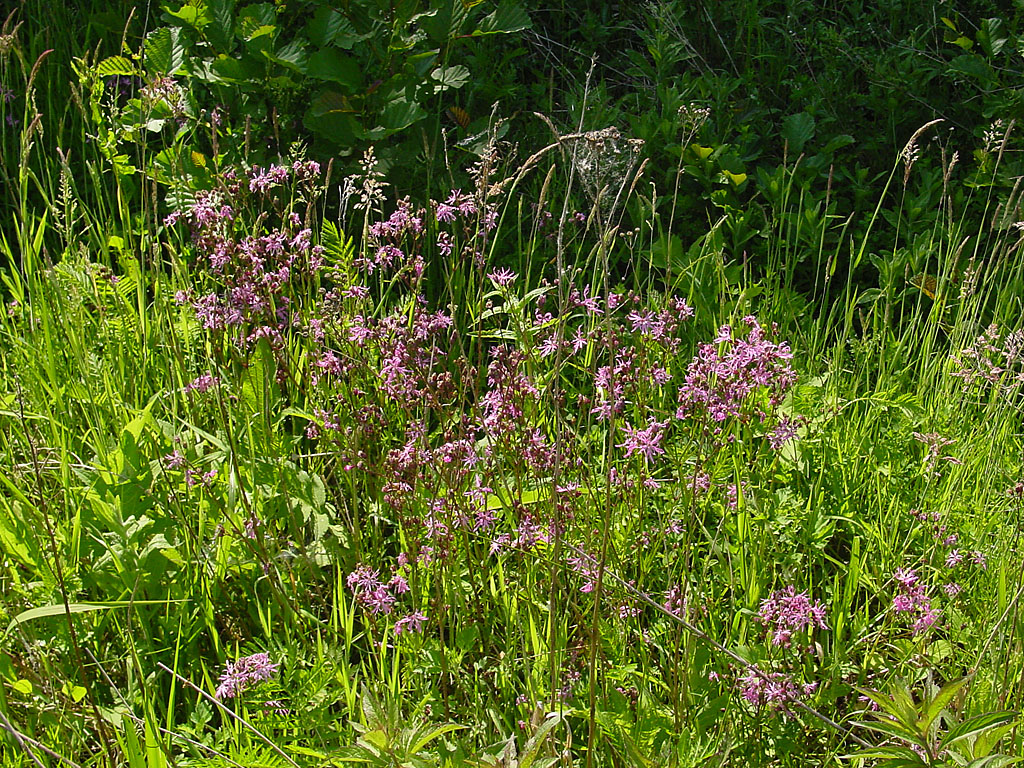
De echte koekkoeksbloem is te vinden in de graslanden op de Colckhof

De Colckhof is een landgoed met buitenplaats gelegen in Laag Zuthem in de gemeente Raalte, provincie Overijssel. De Colckhof heeft een omvang van 40 hectare, waarvan 25 ha uit bos bestaat. Het gebied is sinds 1989 eigendom van de Vereniging Natuurmonumenten.
In de 18e eeuw was de Colckhof een spieker die ook diende als buitenverblijf voor de eigenaar. Het landgoed was toen, naast voor landbouw en veehouderij, voor een belangrijk deel in gebruik als hakhoutplantage. Rond 1850 werd het huidige neoclassicistische landhuis gebouwd. Het parkbos was begin negentiende eeuw al aangelegd in landschapsstijl, mogelijk naar ontwerp van J.D. Zocher sr. Tussen waterpartijen, slingerlanen en doorkijkjes over glooiende weilanden staan nog zware beuken en eiken die dateren uit de tijd van aanleg. Een halfronde theekoepel en een ornamenteel eendenhok uit de tweede helft van de negentiende eeuw completeren het geheel.
Bij het goed horen verder een dubbele portierswoning, een landarbeidershuisje en een oude druivenkas. In 1998 zijn de grachten van de Colckhof verbonden met die van het nabijgelegen landgoed Den Alerdinck. Hierdoor werd de waterstand verhoogd en de waterkwaliteit verbeterd. In het drasse gedeelte zijn de dotterbloem en de echte koekoeksbloem te vinden. Op de Colckhof broeden meer dan vijftig soorten vogels. De koeien die hier weiden zijn lakenvelders, een oud ras. De eikenhakhoutbosjes worden elke vijftien jaar 'geoogst'.
Wandelen op wegen en paden is vrij. Een gemarkeerde rondwandeling van drie kilometer lang geeft ook aansluiting op de wandelroute over het naburige landgoed Den Alerdinck.